# Giacomo II Crispo
Giacomo II Crispo (ur. 1426, zm. 1447) – wenecki władca Księstwa Naksos w latach 1433–1447. 

## Życiorys
Był synem Giovanniego II Crispa. W 1444 poślubił Ginevrę Gattilusio, córkę Dorina I Gattilusia, genueńskiego władcy Lesbos. 
Jego następcą był jego syn Gian Giacomo Crispo.